# Johannes Mazomeit

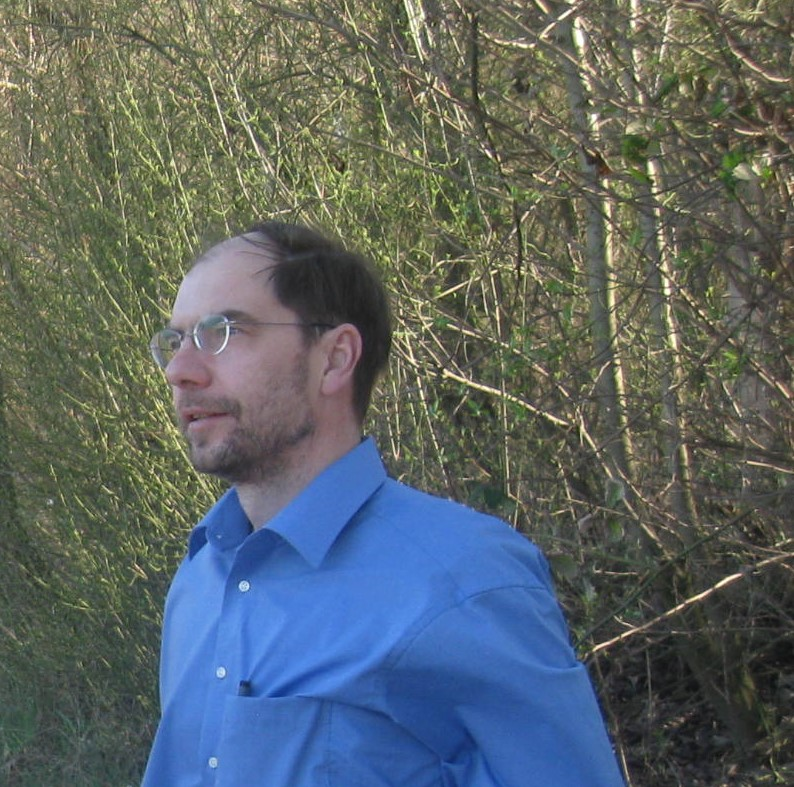
Johannes Mazomeit, 2012

Johannes Mazomeit (* 18. März 1964 in Ludwigshafen am Rhein) ist ein deutscher Geobotaniker und Umweltplaner.

## Leben
Johannes Mazomeit wurde als Sohn des Theologen Joachim Mazomeit geboren. Er studierte Geographie und Botanik an der Universität Trier.
Mazomeit ist Gründungsmitglied der Kreisgruppe Ludwigshafen des Bunds für Umwelt und Naturschutz Deutschland (BUND) und seit deren Gründung ununterbrochen im Vorstand aktiv. Er ist außerdem Vorsitzender des Naturschutzbeirates der Stadt Ludwigshafen sowie Vorsitzender der Ortsgruppe Ludwigshafen-Mannheim des Naturkunde-Vereins Pollichia.
Mazomeit erforscht die Entwicklung der Pflanzenwelt in Großstädten durch die Klima- und Umweltveränderungen der letzten Jahrzehnte. Über viele Jahre befasste er sich mit der Kartierung der Pflanzen in der Stadt Ludwigshafen und veröffentlichte einen Teil seiner Beobachtungen in dem allgemeinverständlichen Buch Pflanzenraritäten am Oberrhein – Beispiele aus Ludwigshafen/Mannheim, in dem er ungewöhnliche Pflanzen vorstellt.  Zudem kritisiert Mazomeit die illegale Begrünung vieler Innenstädte durch Hobbygärtner hinsichtlich der ökologischen Schäden dieser Handlung. Mehrfach beschäftigte sich Mazomeit auch mit den Umweltproblemen im Trassenwald bei Friesenheim.
Mazomeit war in einem Filmbeitrag des SWR über die Verbreitung von Neophyten wie Ambrosia in Rheinland-Pfalz als Experte vertreten. Schon im Vorfeld der Sendung beschrieb er die Konsequenzen durch die Verbreitung neophytischer Pflanzen in Deutschland. Zudem ist er Projektleiter für Erfassung und Meldung von Ambrosia-Beständen beim Pollichia, der vom Land Rheinland-Pfalz für das entsprechende Monitoring beauftragt wurde.
Des Weiteren ist Mazomeit bei Landschaftsentwicklungsplänen und anderen Umweltfachplanungen der Stadt Ludwigshafen als beratender Experte aktiv. Er hält Vorträge oder gibt Führungen zu seinen Spezialgebieten.
Im März 2017 berichtete Mazomeit über das verspätete Blühen einzelner typischer frühblühender Pflanzen, unter anderem des Scharbockskrauts. Dabei wies er darauf hin, dass sich dies auf die milden Winter der letzten Jahre zurückführen lasse.
Mazomeit ist zudem Stadtvorsitzender des Naturschutzbeirats der Stadt Ludwigshafen.

## Ehrungen
Am 5. Dezember 2013 wurde ihm von der Ludwigshafener Oberbürgermeisterin Eva Lohse die Bürgerschaftsmedaille der Stadt Ludwigshafen für 30 Jahre ehrenamtliches Engagement im Natur- und Umweltschutz in der Stadt Ludwigshafen verliehen.

## Veröffentlichungen
Mazomeit war vor allem an folgenden Publikationen beteiligt:
- Zur Adventivflora (seit 1859) von Ludwigshafen am Rhein – mit besonderer Berücksichtigung der Einbürgerungsgeschichte der Neophyten. Eigenverlag der Pollichia, Bad Dürkheim 1995.
- Bemerkenswerte Pflanzen der Flora von Ludwigshafen. Ludwigshafen, 2003.
- Pflanzenraritäten am Oberrhein: Beispiele aus Ludwigshafen/Mannheim (=Pollichia/Sonderveröffentlichung. Band 15). Pollichia, Verein für Naturforschung und Landespflege, Neustadt an der Weinstraße 2009, ISBN 978-3-925754-56-2.
- mit Oliver Röller: Vorkommen und Ausbreitungspotenziale von Ambrosia in Rheinland-Pfalz. Dokumentation im Rahmen der Veranstaltung Anpassung an den Klimawandel in Rheinland-Pfalz, Pollichia, Neustadt an der Weinstraße 2015 (PDF; 7,5 MB).
- Wald und Holz 2016. Kalender, erschienen im DRW-Verlag, Leinfelden-Echterdingen 2015, ISBN 978-3-87181-895-0.
- Baum und Wald 2016. Ein Spaziergang durch die Jahreszeiten. Kalender, erschienen im DRW-Verlag, Leinfelden-Echterdingen 2015, ISBN 978-3-87181-894-3.
- als Mitautor und Schriftleiter in: Michael Geiger; Hans-Wolfgang Helb (Hrsg.): Naturforschung, Naturschutz und Umweltbildung – 175 Jahre Pollichia., Eigenverlag der Pollichia. Neustadt an der Weinstraße, 2016.
- Citizen Science in Naturschutz und Landesforschung – Informationen zur Gruppe der Farn- und Blütenpflanzen (Pteridophyta et Spermatophyta) am Beispiel ausgewählter Neophyten. In: Mitteilungen der Pollichia, Verein für Naturforschung und Landespflege: Band 97, 2016. S. 53–55 (PDF, online)

Zudem veröffentlicht Mazomeit als freier Journalist regelmäßig in der Rheinpfalz. Dort stechen vor allem die Reihen Seltene Pfalzen in der Pfalz und Wildpflanzen in Ludwigshafen hervor. Außerdem ist er Autor in der Pollichia-Zeitschrift.